# Cosacchi dell'Ural

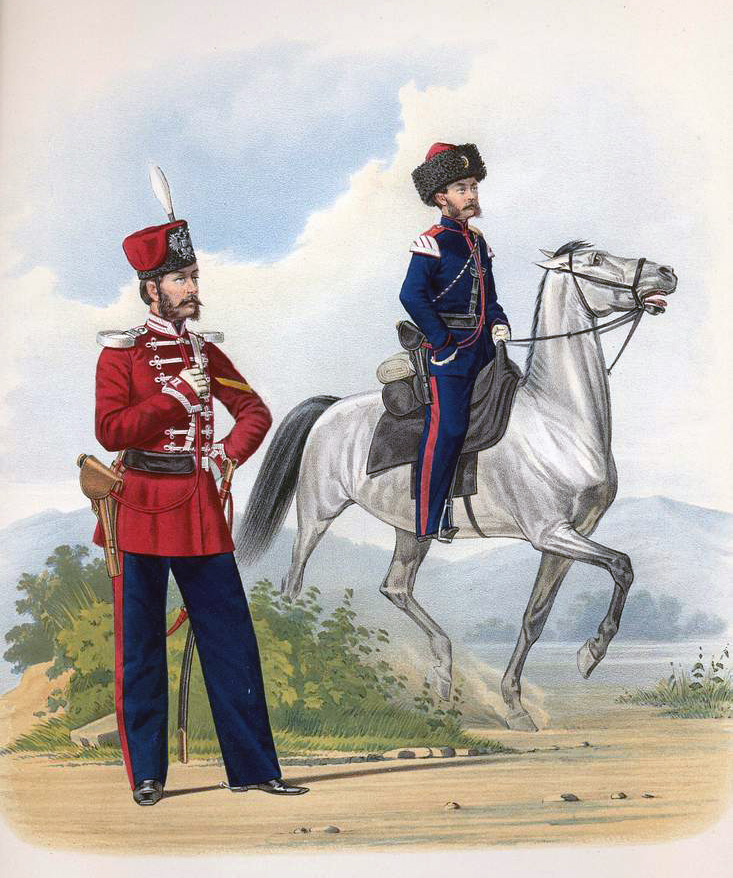
Cosacchi dell'Ural nella loro uniforme tipica nell'esercito imperiale russo (1867)

I cosacchi dell'Ural erano una categoria di cosacchi eurasiatici stabilitisi lungo le rive del fiume Ural, da cui il nome. Erano chiamati anche cosacchi urali, cosacchi Jaik (dall'antico nome del fiume) o, erroneamente, cosacchi degli Urali. 
Erano noti anche con i seguenti nomi:
- Russo: Ура́льские каза́ки (ура́льцы) (Ural'skie kazaki (ural'cy)); Ура́льское каза́чье во́йско (Ural'skoe kazač'e vojsko), Яи́цкое каза́чье во́йско (Jaickoe kazač'e vojsko)
- Ucraino: Ура́льскі козаки́ (Ural'ski kozaky); Ура́льське коза́цьке ві́йсько (Ural's'ke kozac'ke vijs'ko), Яї́цьке коза́цьке ві́йсько (Jick'e kozac'ke vijs'ko)
- Baschiro: Урал казактары (уралец) (Ural kazktary (uralec)); Урал казак ғәскәре (Ural kazak ğəskəre), Яйыҡ казак ғәскәре (Jajyk kazak ğəskəre)

## Storia
I cosacchi dell'Ural si identificavano come russi anche se i loro antenati erano perlopiù tatari.
Secondo Peter Rychckov alcuni tatari si definivano bulgari o cazari ed esistevano come tali dalla fine del XIV secolo. Questi tatari probabilmente erano parte del popolo dei ciuvasci e dei misciari, con tradizioni culturali e religiose miste che comprendevano musulmani, ebrei e cristiani I misciari erano rilevanti anche nell'area del Don. Come scrisse Puškin successivamente, tra i cosacchi dell'Ural si contavano anche molti nogai.
Vent'anni dopo la conquista del Volga da Kazan' ad Astrachan', nel 1577  Mosca inviò delle truppe a disperdere i razziatori verso il Volga. Alcuni di questi si spostarono più a sudest verso il fiume Ural ed entrarono a far parte della tribù dei cosacchi locali. Nel 1580 questi due gruppi catturarono insieme la città di Saraichik. Dal 1591 si opposero al governo di Mosca e vennero riconosciuti i loro diritti di antica origine. Nel 1717 persero 1500 uomini nella spedizione di Aleksandr Bekovič-Čerkasskij a Khiva. Un censimento del 1723 attestava 3196 uomini abili al servizio militare.
I cosacchi dell'Ural furono protagonisti e forza trainante della rivolta del 1772 prima e poi di quella di Pugačëv nel 1773-1774, sempre in opposizione al governo centrale dell'impero russo. 
Il loro principale sostentamento era la pesca (in particolare dello storione da cui ricavavano il prezioso caviale che veniva poi venduto) e la pesante tassazione che il governo centrale impose a tale attività fu una delle principali cause di frizione tra i cosacchi e lo stato russo. La rivolta del 1772 portò all'assassinio del generale Michael Johann von Traubenberg. Traubenberg era stato posto dalla zarina Caterina II a capo di una commissione incaricata di investigare le opposizioni dei cosacchi al servizio militare coscritto dallo stato.
Pacificati con la forza i contrasti con lo stato, i reggimenti dei cosacchi dell'Ural presero parte alla spedizione di Suvorov in Italia e Svizzera, all'grande guerra patriottica del 1812, alla guerra russo-turca del 1828-1829, alla rivolta di novembre del 1830 in Polonia e alla guerra di Crimea, sempre dalla parte dell'esercito zarista. Ebbero anche un ruolo significativo nelle campagne di conquista del Turkestan degli anni '70 dell'Ottocento.
Nelle operazioni Ural-Guryev del 1919–1920, il fronte rosso del Turkestan sconfisse l'armata dell'Ural che era stata costituita da cosacchi dell'Ural e da altre truppe alleatesi contro i bolscevichi. Nell'inverno del 1920, i cosacchi dell'Ural con le loro famiglie, per un totale di 15.000 persone, si spostarono più a sud verso la costa orientale del Mar Caspio verso Fort Aleksandrovsk. Solo poche centinaia di questi raggiunsero la Persia nel giugno di quello stesso anno.

## Uniforme
Il colore distintivo dei cosacchi dell'Ural era il rosso cremisi; esso era portato sui cappelli, sulle spalline e sulle righe dei pantaloni della divisa. I cosacchi dell'Ural non portavano speroni.